# Flecha Valona 1993
La Flecha Valona 1993 se disputó el 14 de abril de 1993, y supuso la edición número 57 de la carrera. El ganador fue el italiano Maurizio Fondriest. El francés Gérard Rué y el también italiano Claudio Chiappucci completaron el podio, siendo respectivamente segundo y tercero.

## Clasificación final
| Pos. | Ciclista               | Equipo        | Tiempo   |
| ---- | ---------------------- | ------------- | -------- |
| 1    | Maurizio Fondriest     | Lampre-Polti  | 5h18'00" |
| 2    | Gérard Rué             | Banesto       | a 56"    |
| 3    | Claudio Chiappucci     | Carrera       | a 1'01"  |
| 4    | Erik Breukink          | ONCE          | a 1'08"  |
| 5    | Andrea Chiurato        | Gatorade      | a 1'25"  |
| 6    | Rolf Sørensen          | Carrera       | a 2'25"  |
| 7    | Michele Bartoli        | Mercatone Uno | s.t.     |
| 8    | Gert-Jan Theunisse     | TVM-Bison Kit | a 2'59"  |
| 9    | Ramón González Arrieta | Festina-Lotus | a 3'08"  |
| 10   | Serge Baguet           | Lotto-Caloi   | s.t.     |